# O chestiune de perspectivă
„O chestiune de perspectivă” (titlu original: „A Matter of Perspective”) este al 14-lea episod din al treilea sezon al serialului TV american științifico-fantastic Star Trek: Generația următoare și al 62-lea episod în total. A avut premiera la 12 februarie 1990.
Episodul a fost regizat de Cliff Bole după un scenariu de Ed Zuckerman.

## Prezentare
Riker este acuzat de crimă de văduva omului de știință dr. Nel Apgar, iar holopuntea este folosită pentru a reconstitui evenimentele din perspective diferite. 

## Actori ocazionali
- Colm Meaney - Miles O'Brien
- Craig Richard Nelson - Krag
- Mark Margolis - Nel Apgar
- Gina Hecht - Manua Apgar
- Juliana Donald - Tayna
- Majel Barrett - Computer Voice